# Viola odontocalycina
Viola odontocalycina är en violväxtart som beskrevs av Pierre Edmond Boissier. Viola odontocalycina ingår i släktet violer, och familjen violväxter. Inga underarter finns listade i Catalogue of Life.